# Ismaël Bennacer
Ismaël Bennacer (Arlés, Provenza-Alpes-Costa Azul, Francia, 1 de diciembre de 1997) es un futbolista argelino que juega de centrocampista en el A. C. Milan de la Serie A.

## Trayectoria
Formado en la cantera del A. C. Arles-Avignon, en 2015 fichó por el Arsenal F. C. de la Premier League. Con el Arsenal debutó en la EFL Cup contra el Sheffield Wednesday el 27 de octubre de 2015. Sin embargo, tras no gozar de demasiados minutos en Inglaterra, se marchó al Tours F. C. de la Ligue 2 francesa en calidad de cedido.
Sus buenas maneras en la segunda división francesa hicieron que el Empoli F. C. le fichase en 2017 para competir en la Serie B. Bennacer fue clave en su primera temporada en Empoli al jugar 39 partidos y marcar 2 goles con el club italiano, contribuyendo así al ascenso de su equipo a la Serie A.

### A. C. Milan
El 4 de agosto de 2019 el A. C. Milan hizo oficial su fichaje por cinco temporadas. En cinco años y medio disputó 178 partidos, además de ganar una Serie A y una Supercopa de Italia, y el 3 de febrero de 2025 fue cedido al Olympique de Marsella.

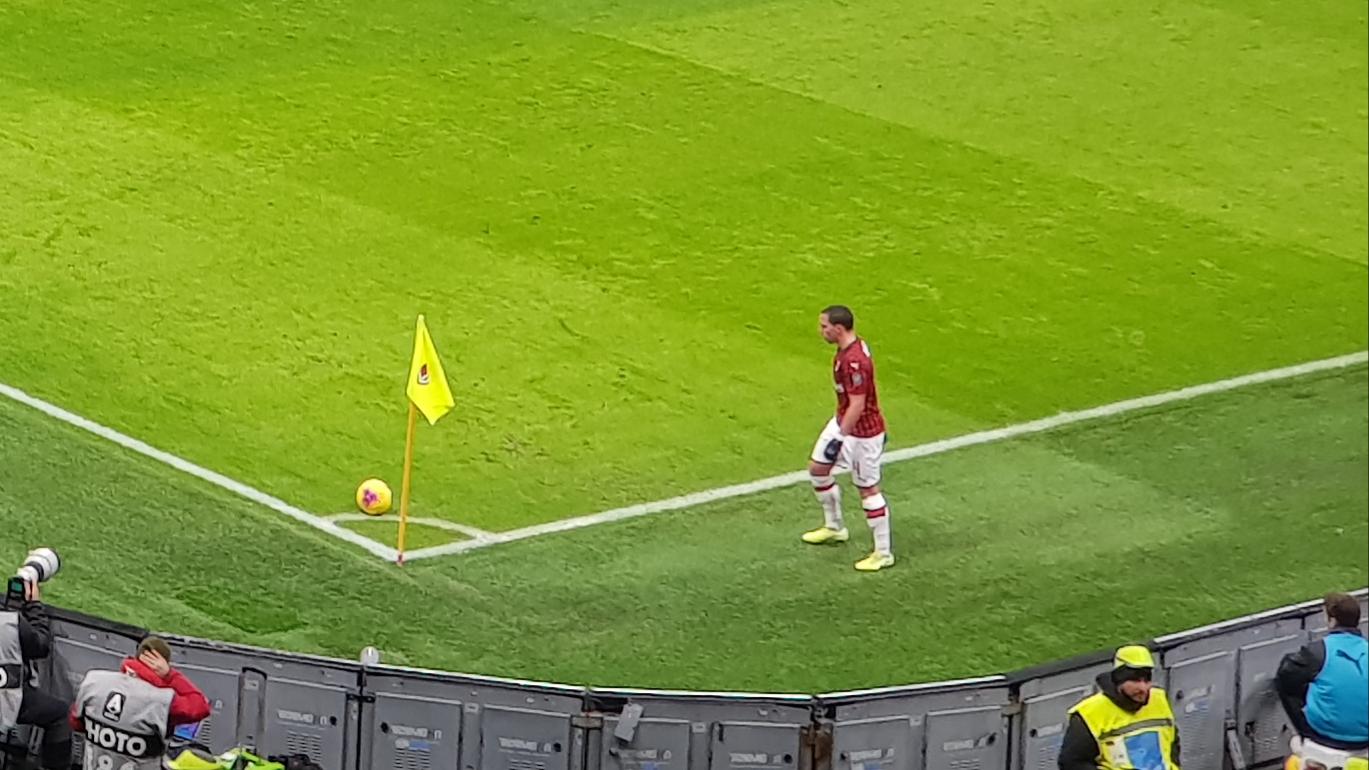
Ismaël Bennacer - A. C. Milan

## Selección nacional
Debido a su doble nacionalidad, los dos países de sus padres le ofrecieron jugar con sus selecciones. Marruecos le llamó para jugar en la selección sub-23, mientras que Argelia le ofreció un puesto en la selección absoluta. Finalmente se decantó por la selección de Argelia, con la que fue convocado en 2016. Su debut sin embargo no se produjo hasta un año después, en la victoria de su selección por 6-0 ante la selección de Lesoto.

## Estadísticas

### Clubes
Actualizado al último partido disputado el 17 de mayo de 2025.
| Club                          | Div.          | Temporada     | Liga  | Liga  | Copas nacionales | Copas nacionales | Copas internacionales | Copas internacionales | Total | Total | Media goleadora |
| Club                          | Div.          | Temporada     | Part. | Goles | Part.            | Goles            | Part.                 | Goles                 | Part. | Goles | Media goleadora |
| ----------------------------- | ------------- | ------------- | ----- | ----- | ---------------- | ---------------- | --------------------- | --------------------- | ----- | ----- | --------------- |
| Arles-Avignon II Francia      | 3.ª           | 2013-14       | 2     | 0     | —                | —                | —                     | —                     | 2     | 0     | 0               |
| Arles-Avignon II Francia      | 3.ª           | 2014-15       | 14    | 0     | —                | —                | —                     | —                     | 14    | 0     | 0               |
| Arles-Avignon II Francia      | Total club    | Total club    | 16    | 0     | 0                | 0                | 0                     | 0                     | 16    | 0     | 0               |
| Arles-Avignon Francia         | 2.ª           | 2014-15       | 6     | 0     | 1                | 1                | —                     | —                     | 7     | 1     | 0.14            |
| Arles-Avignon Francia         | Total club    | Total club    | 6     | 0     | 1                | 1                | 0                     | 0                     | 7     | 1     | 0.14            |
| Arsenal F. C. Inglaterra      | 1.ª           | 2015-16       | 0     | 0     | 1                | 0                | 0                     | 0                     | 1     | 0     | 0               |
| Arsenal F. C. Inglaterra      | Total club    | Total club    | 0     | 0     | 1                | 0                | 0                     | 0                     | 1     | 0     | 0               |
| Tours F. C. Francia           | 2.ª           | 2016-17       | 16    | 1     | 0                | 0                | —                     | —                     | 16    | 1     | 0.06            |
| Tours F. C. Francia           | Total club    | Total club    | 16    | 1     | 0                | 0                | 0                     | 0                     | 16    | 1     | 0.06            |
| Empoli F. C. · Italia         | 2.ª           | 2017-18       | 39    | 2     | 0                | 0                | —                     | —                     | 39    | 2     | 0.05            |
| Empoli F. C. · Italia         | 2.ª           | 2018-19       | 37    | 0     | 1                | 0                | —                     | —                     | 38    | 0     | 0               |
| Empoli F. C. · Italia         | Total club    | Total club    | 76    | 2     | 1                | 0                | 0                     | 0                     | 77    | 2     | 0.03            |
| A. C. Milan · Italia          | 1.ª           | 2019-20       | 31    | 1     | 4                | 0                | —                     | —                     | 35    | 1     | 0.03            |
| A. C. Milan · Italia          | 1.ª           | 2020-21       | 21    | 0     | 0                | 0                | 9                     | 0                     | 30    | 0     | 0               |
| A. C. Milan · Italia          | 1.ª           | 2021-22       | 31    | 2     | 3                | 0                | 6                     | 0                     | 40    | 2     | 0.05            |
| A. C. Milan · Italia          | 1.ª           | 2022-23       | 28    | 2     | 2                | 0                | 10                    | 1                     | 40    | 3     | 0.08            |
| A. C. Milan · Italia          | 1.ª           | 2023-24       | 20    | 2     | 0                | 0                | 5                     | 0                     | 25    | 2     | 0.08            |
| A. C. Milan · Italia          | 1.ª           | 2024-25       | 6     | 0     | 1                | 0                | 1                     | 0                     | 8     | 0     | 0               |
| A. C. Milan · Italia          | Total club    | Total club    | 137   | 7     | 10               | 0                | 31                    | 1                     | 178   | 8     | 0.05            |
| Olympique de Marsella Francia | 1.ª           | 2024-25       | 12    | 0     | ―                | ―                | ―                     | ―                     | 12    | 0     | 0               |
| Olympique de Marsella Francia | Total club    | Total club    | 12    | 0     | 0                | 0                | 0                     | 0                     | 12    | 0     | 0               |
| Total carrera                 | Total carrera | Total carrera | 263   | 10    | 13               | 1                | 31                    | 1                     | 307   | 12    | 0.04            |

## Palmarés

### Títulos nacionales
| Título              | Club         | País   | Año     |
| ------------------- | ------------ | ------ | ------- |
| Serie B             | Empoli F. C. | Italia | 2017-18 |
| Serie A             | A. C. Milan  | Italia | 2021-22 |
| Supercopa de Italia | A. C. Milan  | Italia | 2024    |

### Títulos internacionales
| Título                    | Club (*)             | País   | Año  |
| ------------------------- | -------------------- | ------ | ---- |
| Copa Africana de Naciones | Selección de Argelia | Egipto | 2019 |

(*) Incluyendo la selección.

### Distinciones individuales
| Distinción                                    | Año  |
| --------------------------------------------- | ---- |
| Mejor jugador de la Copa Africana de Naciones | 2019 |